# Crypticerya pimentae
Crypticerya pimentae är en insektsart som först beskrevs av Robert Newstead 1917.  Crypticerya pimentae ingår i släktet Crypticerya och familjen pärlsköldlöss.
Artens utbredningsområde är Jamaica. Inga underarter finns listade i Catalogue of Life.